# Camber Castle
Camber Castle är ett slott i Storbritannien.   Det ligger i grevskapet East Sussex och riksdelen England, i den sydöstra delen av landet, 90 km sydost om huvudstaden London. Camber Castle ligger 4 meter över havet.
Terrängen runt Camber Castle är platt. Havet är nära Camber Castle åt sydost.  Närmaste större samhälle är Hastings, 14,2 km sydväst om Camber Castle. 